# Anne Kremer
Anne Kremer (Cidade de Luxemburgo, 17 de outubro de 1975) é uma ex-tenista profissional luxemburguesa.